# Vytautas Bogušis
Vytautas Bogušis (ur. 2 stycznia 1959 w m. Puvočiai) – litewski polityk, przed 1990 działacz ruchów dysydenckich, poseł na Sejm.

## Życiorys
W 1976 został usunięty ze szkoły średniej ze względu na przekonania religijne i narodowe. W latach 1977–1979 służył w Armii Radzieckiej.
W 1978 zaangażował się w działalność niepodległościowej Litewskiej Ligi Wolności. Rok później znalazł się wśród 45 sygnatariuszy z republik nadbałtyckich, którzy podpisali memorandum zawierające żądanie potępienia paktu Ribbentrop-Mołotow. Publikował w prasie podziemnej, organizował także kilkakrotnie manifestacje pod pomnikiem Adama Mickiewicza.
W latach 1983–1991 był zatrudniony jako inżynier w jednym z wileńskich teatrów. W 1990 został radnym rady miejskiej w Wilnie, a rok później powołany na jej wiceprzewodniczącego. Był jednym z założycieli Litewskiej Partii Chrześcijańskich Demokratów. Z ramienia chadeków uzyskiwał w 1992 i 1996 mandat posła na Sejm.
W 1998 wraz z grupą działaczy opuścił LKDP, stając na czele nowego ugrupowania – Związku Nowoczesnych Chrześcijańskich Demokratów. W 2000 nie został wybrany do parlamentu. W latach 2001–2003 zasiadał w Litewskiej Komisji Radiofonii i Telewizji jako przedstawiciel prezydenta. W 2003 został radnym Wilna, w samorządzie stanął na czele jednej z komisji. W tym samym roku był jednym z założycieli nowej, tworzonej m.in. przez jego ugrupowanie, partii – Związku Liberałów i Centrum.
W wyborach w 2004 po raz trzeci uzyskał mandat poselski. W czasie partyjnego kryzysu w 2005 stanął po stronie Artūrasa Zuokasa, przejmując od niego na kilka miesięcy kierownictwo w LiCS. W 2007 został przewodniczącym partyjnej frakcji. W wyborach parlamentarnych w 2008 ponownie został deputowanym (z listy partyjnej liberałów). W 2012 jego ugrupowanie nie przekroczyło wyborczego progu, a Vytautas Bogušis nie uzyskał reelekcji.

## Odznaczenia
- Order „Za zasługi” II klasy (Ukraina, 1998)[3]